# Achillea nobilis

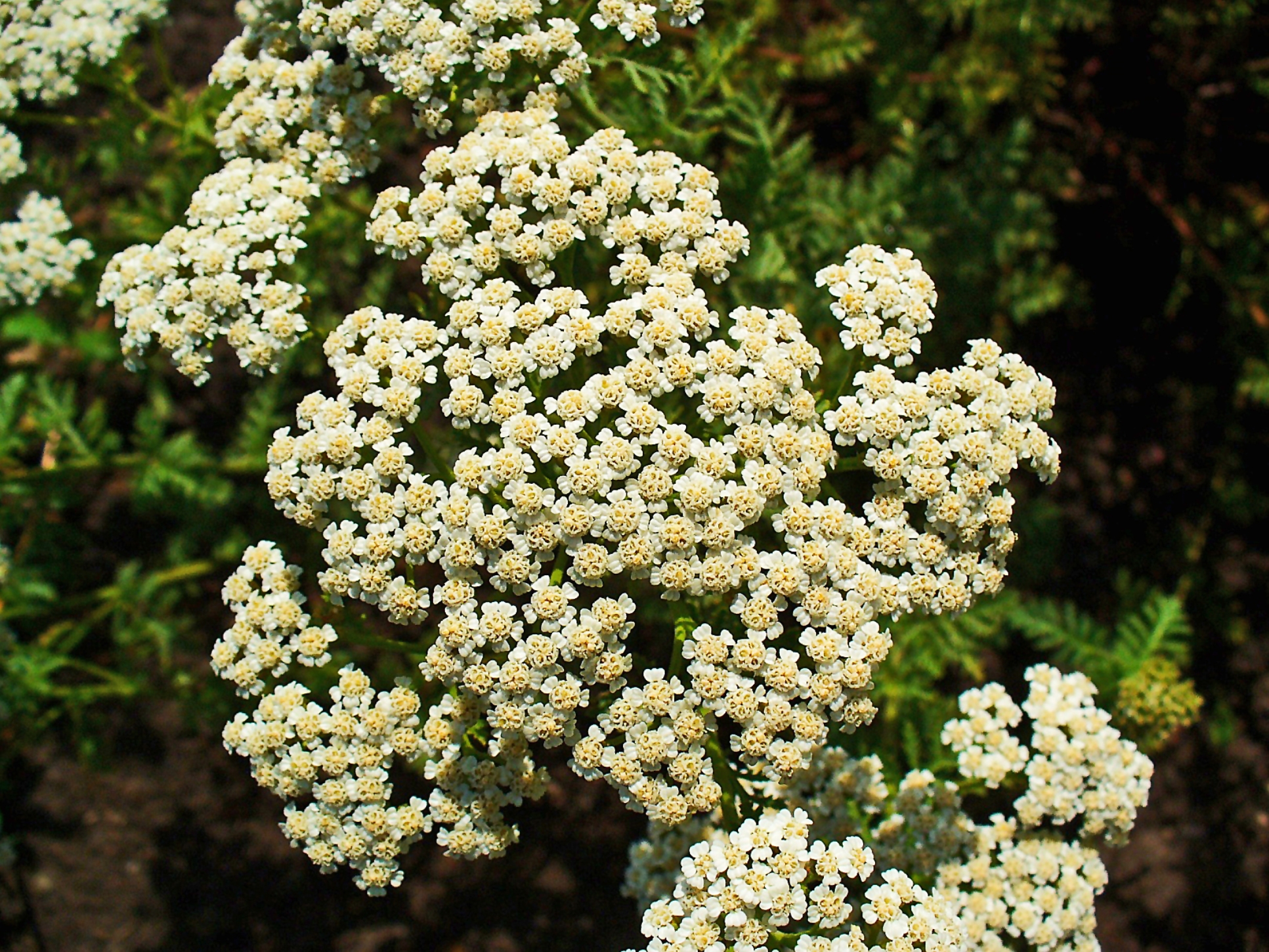
Inflorescència dAchillea nobilis

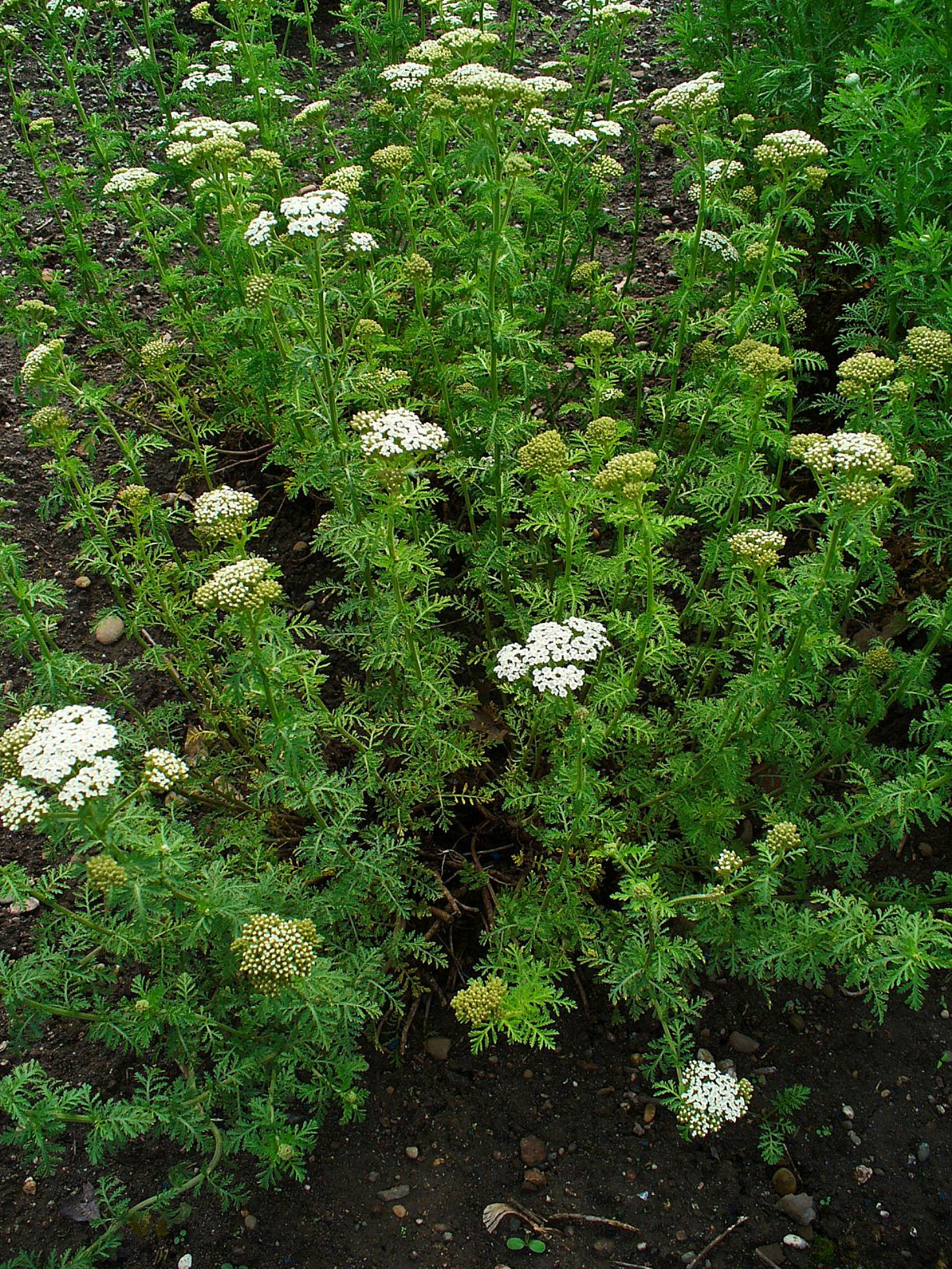
Vista de la planta

Achillea nobilis (Aquilea noble) és una espècie de plantes amb flors dins la família asteràcia. És una planta nativa d'Euràsia incloent els Països Catalans, però també s'ha naturalitzat a Amèrica del Nord i altres parts del món.

## Descripció
Té les flors de color blanc-crema i s'assembla a la milfulles (Achillea millefolium) excepte pel fet de tenir més flors que són més petites i el seu fullatge és més fi. Fulles i tiges estan cobertes per pèls pubescents.

## Distribució natural
És distribuiex pel centre i sud d'Europa, principalment per la part oriental i s'extent cap a l'Oest d'Àsia. A la península Ibèrica és molt poc freqüent; es troba només en llocs molt puntuals de Catalunya com als pirineus Orientals (Fenolleda), la Segarra i les muntanyes de Prades. Viu en prats secs i roquissars, de 500 a 1100 metres sobre el nivell del mar.